# Барр (містечко, Вермонт)
Барр (англ. Barre) — місто (англ. town) в США, в окрузі Вашингтон штату Вермонт. Населення — 7923 особи (2020).

## Демографія
Згідно з переписом 2010 року, у місті мешкали 7924 особи в 3228 домогосподарствах у складі 2335 родин. Було 3402 помешкання
Расовий склад населення:
| - 97,9 % — білих - 0,4 % — чорних або афроамериканців - 0,2 % — корінних американців - 0,2 % — азіатів |

До двох чи більше рас належало 1,2 %. Частка іспаномовних становила 1,5 % від усіх жителів.
За віковим діапазоном населення розподілялося таким чином: 22,0 % — особи молодші 18 років, 61,1 % — особи у віці 18—64 років, 16,9 % — особи у віці 65 років та старші. Медіана віку мешканця становила 44,2 року. На 100 осіб жіночої статі у місті припадало 94,3 чоловіків;  на 100 жінок у віці від 18 років та старших — 92,5 чоловіків також старших 18 років.
Середній дохід на одне домашнє господарство  становив 76 247 доларів США (медіана — 70 521), а середній дохід на одну сім'ю — 84 642 долари (медіана — 81 556). Медіана доходів становила 47 417 доларів для чоловіків та 42 234 долари для жінок. За межею бідності перебувало 8,8 % осіб, у тому числі 13,7 % дітей у віці до 18 років та 5,2 % осіб у віці 65 років та старших.
Цивільне працевлаштоване населення становило 4452 особи. Основні галузі зайнятості: освіта, охорона здоров'я та соціальна допомога — 25,0 %, роздрібна торгівля — 14,5 %, виробництво — 11,9 %.